# Pomona (New Jersey)
Pomona ist eine Stadt innerhalb des Galloway Townships im Atlantic County, New Jersey, USA. Bei der Volkszählung von 2000 (United States Census 2000) wurde eine Bevölkerungszahl von 4.019 registriert.

## Geographie
Nach dem United States Census Bureau hat die Stadt eine Gesamtfläche von 7,3 km², wobei keine Wasserflächen miteinberechnet sind.

## Demographie
Nach der Volkszählung von 2000 gibt es 4.019 Menschen, 1.297 Haushalte und 1.002 Familien in der Stadt. Die Bevölkerungsdichte beträgt 554,2 Einwohner pro km². 74,15 % der Bevölkerung sind Weiße, 8,04 % Afroamerikaner, 0,35 % amerikanische Ureinwohner, 11,99 % Asiaten, 0,02 % pazifische Insulaner, 3,56 % anderer Herkunft und 1,89 % Mischlinge. 7,49 % sind Latinos unterschiedlicher Abstammung.
Von den 1.297 Haushalten haben 45,7 % Kinder unter 18 Jahre. 61,0 % davon sind verheiratete, zusammenlebende Paare, 10,9 % sind alleinerziehende Mütter, 22,7 % sind keine Familien, 18,0 % bestehen aus Singlehaushalten und in 8,8 % Menschen sind älter als 65. Die Durchschnittshaushaltsgröße beträgt 3,05, die Durchschnittsfamiliengröße 3,47.
30,4 % der Bevölkerung sind unter 18 Jahre alt, 7,3 % zwischen 18 und 24, 34,9 % zwischen 25 und 44, 18,9 % zwischen 45 und 64, 8,5 % älter als 65. Das Durchschnittsalter beträgt 34 Jahre. Das Verhältnis Frauen zu Männer beträgt 100:95,4, für Menschen älter als 18 Jahre beträgt das Verhältnis 100:88,4.
Das jährliche Durchschnittseinkommen der Haushalte beträgt 52.796 USD, das Durchschnittseinkommen der Familien 56.846 USD. Männer haben ein Durchschnittseinkommen von 35.554 USD, Frauen 29.453 USD. Der Prokopfeinkommen der Stadt beträgt 18.182 USD. 4,6 % der Bevölkerung und 2,3 % der Familien leben unterhalb der Armutsgrenze, davon sind 3,3 % Kinder oder Jugendliche jünger als 18 Jahre und 15,9 % der Menschen sind älter als 65.